# Гамота Георгій Богданович
Д-р Юрій Богданович Ґамота  (* 1939, Львів) — учений, урядовець, громадський діяч (США). Директор з наукових досліджень у Пентагоні.

## Біографія
Навчався в Мічиганському університеті, де здобув ступінь доктора фізики.
Член наукового відділу Bell Laboratories. Директор Інституту науки та технології i професор фізики при Мічиганському університеті. Президент Thermo Electron Technologies. Президент і засновник STMA LLC. Автор багатьох наукових досліджень, п'ятитомника «Наука, технологія та конверсія в Україні».
7 квітня 2000 року обраний іноземним членом Національної академії наук України. Один з найактивніших прихильників наукової співпраці вчених США та України: реалізував програму грантів та надав допомогу близько 1000 вченим лише за 1992—1993 роки, сприяє науковому співробітництву українських та американських дослідників у різних галузях науки.